# Ortholeptura obscura
Ortholeptura obscura är en skalbaggsart som först beskrevs av Swaine och Hopping 1928.  Ortholeptura obscura ingår i släktet Ortholeptura och familjen långhorningar. Inga underarter finns listade i Catalogue of Life.